# 이나신마치역
이나신마치역(일본어: 伊那新町駅 いなしんまちえき[*])은 일본 나가노현 가미이나군 다쓰노정에 위치한 도카이 여객철도 이다선의 철도역이다. 섬식 승강장 1면 2선의 구조를 갖춘 지상역이다.

## 타는 곳
| 승강장 | 노선     | 방향 | 행선지             |
| ------ | -------- | ---- | ------------------ |
| 1      | ■ 이다선 | 하행 | 다쓰노 방면        |
| 2      | ■ 이다선 | 상행 | 이다 · 덴류쿄 방면 |

## 이용 현황
- 2007년도 : 87명
- 2010년도 : 61명
- 2011년도 : 68명
- 2012년도 : 67명

## 역 주변
- 다쓰노 파크 호텔
- 국도 제153호선

## 인접 역
| 도카이 여객철도 이다선 | 도카이 여객철도 이다선 | 도카이 여객철도 이다선 |
| ---------------------- | ---------------------- | ---------------------- |
| 하바 이다 방면         | ■ 쾌속 '미스즈'        | 다쓰노 마쓰모토 방면   |
| 하바 도요하시 방면     | ■ 보통                 | 미야키 다쓰노 방면     |